# Ballenas Islands
Die Ballenas Islands sind eine Inselgruppe vor der Ostküste von Vancouver Island in der kanadischen Provinz British Columbia. Sie liegen in der Straße von Georgia (Strait of Georgia) knapp 5 km östlich des Küstenorts Parksville.
Die Gruppe besteht aus zwei kleinen nahe beieinander liegenden felsigen Inseln mit einer Gesamtfläche von rund 70 Hektar. Auf der Nordspitze der etwas größeren nordwestlichen Insel (North Ballenas Island oder auch West Ballenas Island) mit einer Größe von rund 40 Hektar befindet sich ein Leuchtturm; er wurde um 1900 erbaut und ist seit 1966 unbemannt. Auf der Insel befinden sich noch einige weitere Gebäude; North Ballenas Island ist in Privatbesitz.
Hingegen ist das südöstlich angrenzende South Ballenas Island unbebaut und unbewohnt.
Der Name der Inselgruppe geht auf den spanischen Entdecker José María Narváez zurück, der dort 1791 im Zuge der Erkundung der Straße von Georgia einige Wale sichtete. Er benannte die Inseln daher Islas de las Ballenas („Inseln der Wale“).